# Gare de Minami-Kurihashi
La gare de Minami-Kurihashi (南栗橋駅, Minami-Kurihashi-eki) est une gare ferroviaire de la ville de Kuki, dans la préfecture de Saitama au Japon. La gare est exploitée par la compagnie Tōbu.

## Situation ferroviaire
La gare est située au point kilométrique (PK) 10,4 de la ligne Tōbu Nikkō.

## Histoire
La gare de Minami-Kurihashi a été inaugurée le 26 août 1986.

## Service des voyageurs

### Accueil
La gare dispose d'un bâtiment voyageurs, avec guichets, ouvert tous les jours.

### Desserte
- Ligne Tōbu Nikkō :
  - voies 1 et 2 : direction Tōbu-dōbutsu-kōen, Kita-Senju (interconnexion avec la ligne Hibiya pour Naka-Meguro), Oshiage (interconnexion avec la ligne Hanzōmon pour Shibuya) et Asakusa
  - voies 3 et 4 : direction Tochigi et Tōbu Nikkō